# Matías Boavida

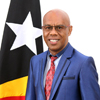
Matías Boavida

Matías Freitas Boavida (* 6. November 1968) ist ein Politiker und Hochschullehrer aus Osttimor und Mitglied der Partei FRETILIN.

## Werdegang
1998 schloss Boavida ein Studium in Politikwissenschaften an der Universitas Timor Timur (UNTIM) ab. 2005 erhielt er ein Diplom in Applied Social Science Methods der Charles Darwin University im australischen Darwin. Von 2007 an studierte Boavida am Instituto Superior de Ciências Sociais e Políticas (ISCSP) der Technischen Universität Lissabon und schloss mit einem Mastertitel das Studium 2009 ab.
Von 1987 bis 1999 arbeitete Boavida im indonesisch-besetzten Osttimor als Beamter. Ab März 2000 arbeitete er an der Universidade Nasionál Timór Lorosa'e (UNTL) an der Faculdade de Ciências Sociais e Políticas und im Zentrum für Geschlechterforschung als Dozent und Forscher. Von 2000 bis 2007 war er zudem in verschiedenen Aufgaben bei den Vereinten Nationen in Osttimor angestellt. Von Januar 2001 bis Mai 2004 war er als Verwaltungsassistent für die Internationalen Streitkräfte Osttimor (INTERFET) tätig und reiste als Wahlbeobachter zur Parlamentswahl in Portugal 2002. Bis Ende 2004 war Boavida dann als Wissenschaftlicher Mitarbeiter beim Programm für Land- und Eigentumsrecht tätig, bevor er im März 2005 an einem Seminar der Australian Association of Postgraduate Council (CAPA) in Neuseeland teilnahm.
Nach seinem Studium in Lissabon arbeitete Boavida wieder als Dozent an der Faculdade de Ciências Sociais e Políticas der UNTL. Zudem übernahm er parallel verschiedene weitere Aufgaben. Von März bis Juni 2010 war Boavida beim Beirat des Nationalen Petroleumfonds als Forscher tätig, von Juni 2010 bis Dezember 2012 als öffentlicher Bediensteter für Politische Angelegenheiten bei der UNMIT und von Januar bis März 2013 als Mitarbeiter des Beraterteams von Finn Reske-Nielsen, dem letzten UN-Sonderbeauftragter für Osttimor. Ab Januar 2011 bis 2015 leitete Boavida die Abteilung für Öffentliche Politik der UNTL-Fakultät für Sozialwissenschaften. Seit Dezember 2014 arbeitete er zudem bei Televisão de Timor Leste (TVTL) und ab 2017 auch beim Radio- und Fernsehprogramm von Radio Televisão Maubere (RTM) als Moderator.
Am 3. Oktober wurde Boavida zum Staatssekretär für den Ministerrat und Gesellschaftskommunikation in der VII. Regierung Osttimors vereidigt. Seine Amtszeit endete mit Antritt der VIII. Regierung Osttimors am 22. Juni 2018.

## Sonstiges
Boavida spricht neben Tetum und den osttimoresischen Regionalsprachen Galoli und Makasae noch Englisch, Portugiesisch und Indonesisch.